# Homestyling
Homestyling är ett inredningsprogram som går på Kanal 5, och som hade premiär 2005.